# Менеби, Саида
Саида Менеби (араб. سعيدة المنبهي‎, фр. Saïda Menebhi, сентябрь 1952, Марракеш — 11 ноября 1977, Касабланка) — марокканская поэтесса и преподаватель английского языка, активистка женского движения и член революционного движения «Вперёд».

## Биография
Родилась в Марракеше. По окончании университета в Рабате, работала там преподавателем английского языка и участвовала в студенческом движении в 1971—1972 гг., пока не был запрещён Национальный союз студентов Марокко, а его члены не подверглись репрессиям. В течение следующих двух лет Саида Менеби преподает в региональном педагогическом центре, аффилированном с колледжем в Рабате. Также участвует в деятельности Марокканского Рабочего Союза и присоединяется к марксистско-ленинскому движению «Вперёд», где становится одним из организаторов женского крыла движения.
16 января 1976 г. её и еще трех женщин (Рабеа Фету, Пьерра ди Маггио и Фатима Укаша) арестовывают в Касабланке без предъявления обвинений и подвергают физическим и психологическим пыткам. В марте её помещают в городскую тюрьму, где Менеби начинает писать стихи. В январе-феврале 1977 г. начинается суд на котором ей и 138 другим арестованным предъявляется обвинение в государственной измене. На процессе Саида Менеби осуждает угнетение женщин в Марокко, что вызывает аплодисменты в зале и делает заявление в поддержку самоопределения народа сахрави в Западной Сахаре.
Суд приговаривает её к 5 годам заключения плюс два года за «оскорбление судьи» и помещает в карцер в числе других осуждённых: Рабии Фету, Фатимы Укашу и Авраама Серфати. Продолжающиеся нарушения прав вызывают новую голодовку (первая была в 1976 году): 10 ноября 1977 г. в тюрьмах Касабланки и Кенитра, осуждённые на процессе в Касабланке начинают сорокадневную голодовку, выступая за гуманное обращение с заключёнными, предоставление им статуса политических и освобождения из карцера четырёх своих товарищей.
11 декабря 1976 г., на 32 день голодовки, двадцатипятилетняя Саида Менеби скончалась в госпитале имени Аверроэса в Касабланке.

## Работы
- Sur la prostitution au Maroc   (фр.)